# Girls' Generation's Romantic Fantasy
Girls' Generation's Romantic Fantasy là một chương trình truyền hình đặc biệt của đài MBC, được phát sóng vào 23:15 ngày 1 tháng 1 năm 2013 với sự tham gia của nhóm nhạc nữ Hàn Quốc Girls' Generation. Nội dung của chương trình bao gồm hậu trường thực hiện album tiếng Hàn thứ tư của nhóm, I Got A Boy, cùng với các màn biểu diễn các bài hát mới nằm trong album, các bài hát nổi tiếng của nhóm cũng như các tiết mục solo của từng thành viên.

## Lịch sử
Ngày 11 tháng 12 năm 2012, cùng ngày album mới của Girls' Generation được công bố, MBC cho biết nhóm sẽ tham gia một chương trình độc quyền đặc biệt cho sự quay trở lại này thay vì chương trình âm nhạc Show! Music Core.. Việc ghi hình cho chương được trình bắt đầu từ ngày 23 tháng 12 năm 2012. Ngày 24 tháng 12 năm 2012, chương trình được công bố là sẽ phát sóng vào ngày 1 tháng 1 năm 2013, cùng với ngày phát hành album tiếng Hàn thứ tư của nhóm, I Got A Boy.
Đây là chương trình đặc biệt thứ hai mà Girls' Generation thực hiện cho MBC, sau Girls' Generation’s Christmas Fairy Tale vào ngày 24 tháng 12 năm 2011.

## Danh sách tiết mục
1. "Dancing Queen"
2. "Promise"
3. "낭만길" (Romantic St.)
4. "Oh!"
5. "Gee"
6. "Run Devil Run"
7. "The Boys"
8. "Tell Me Your Wish (Genie)"
9. "Mr. Taxi"
10. "Call Me Maybe" (Tiffany solo)
11. "Someday" (Jessica cùng với Krystal)
12. "나는" (Hyoyeon và Yuri cùng với Henry)
13. "Marry You" (Sooyoung, Sunny và Yoona)
14. "Speak Now" (Seohyun solo)
15. "유리아이" (Lost In Love)
16. "I Got a Boy"

## Sự đón nhận
Theo nghiên cứu của AGB Nielsen Media Girls' Generation's Romantic Fantasy đạt tỉ lệ người xem trên toàn quốc là 3.8%.